# NEW (GEM)
NEW is het derde album van de Nederlandse band GEM. Dit album kwam uit op 21 april 2008.

## Tracklist
1. Look
2. Blisters
3. Shoes
4. She said oh oh oh - I said yeah yeah yeah
5. Down
6. Jupiter
7. Gimme
8. Cold
9. Comfort
10. Today